# Демидов, Серафим Васильевич
Серафи́м Васи́льевич Деми́дов (6 января 1919, Москва — 27 апреля 2025) — советский и российский архитектор. Заслуженный архитектор РСФСР (1980), почётный работник высшего образования, почётный профессор МАРХИ, кандидат архитектуры, почётный член Российской академии архитектуры и строительных наук, член Союза московских архитекторов. Участник Великой Отечественной войны, старший лейтенант.

## Биография
Серафим Васильевич Демидов родился 6 января 1919 года в городе Москве, на Таганской улице, в многодетной семье служащего (кроме него было два старших брата и сестра). Мать умерла в 1920 году от испанского гриппа, когда мальчику было полтора года.
Учился в школе № 13 города Москвы, где увлёкся живописью и архитектурой. В последних классах школы посещал подготовительные курсы для поступления в Московский архитектурный институт.
Поступив в МАрхИ, сосредоточился на промышленной архитектуре. Летом 1941 года проходил практику на строительстве гаражей авиационного завода № 22 в Филях. Однако всех молодых людей, окончивших третий и четвёртый курсы МАрхИ, сняли с практики и направили в Московскую военно-инженерную академию для обучения инженерно-саперному делу. С ноября 1941 по декабрь 1943 года академия и учащиеся находились в эвакуации в городе Фрунзе.

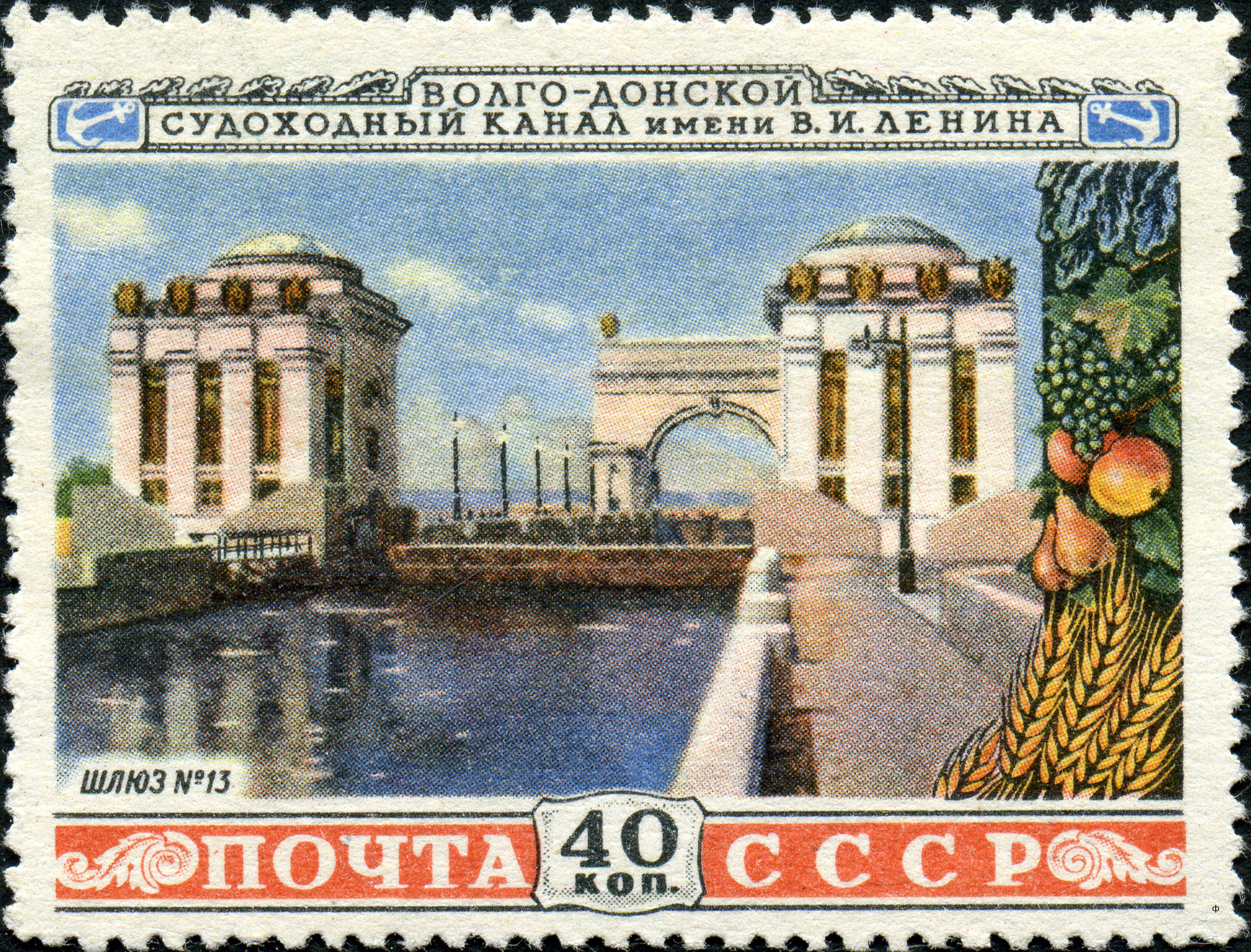
Шлюз № 13 с триумфальной аркой

В ноябре 1942 года выпускников ускоренных курсов военной академии направили на фронт, где лейтенант Демидов попал в 13-ю инженерно-саперную Новосокольническую бригаду, с которой участвовал в боях Демянского котла и далее прошёл всю войну, сражаясь на Северо-Западном фронте, на Втором Прибалтийском (в районе Великих Лук) и на Ленинградском фронтах.
После демобилизации, осенью 1945 года восстановился в МАрхИ. В 1947 году дипломная работа по проектированию Камского гидроузла получила первую премию Союза архитекторов СССР.
Был распределён в «Гидропроект», где вместе с Фёдором Топуновым разработал чертежи и технологическую документацию нового расположения центров управления шлюзами Волго-Донского канала (позднее был автором триумфальной арки 13-го шлюза канала Волга-Дон, Волжской ГЭС имени Ленина и других сооружений).
В 1955 году перешёл на преподавательную деятельность в МАрхИ, где защитил диссертацию и двадцать лет возглавлял кафедру промышленных сооружений. Помимо преподавательской работы выполнял и проектную: разрабатывал проект реконструкции Московского нефтеперерабатывающего завода, занимался Камским нефтеперерабатывающим заводом и реконструкцией Второго Московского часового завода, проектом Московской прядильно-ткацкой фабрики в Измайлове и другими объектами.
В 2003 году вышел на пенсию. Занимается живописью и графикой, участник многочисленных художественных выставок, автор архитектурных рецензий и статей, один из соавторов книги «История промышленной специализации в архитектурной школе России». В 2021 году находился под патронажем Московского Дома ветеранов войн.
Скончался 27 апреля 2025 года в возрасте 106 лет.

## Награды и звания
- Орден Почёта (9 июля 2002 года) — за достигнутые трудовые успехи, укрепление дружбы и сотрудничества между народами и многолетнюю добросовестную работу[7].
- Два ордена Отечественной Войны I степени (31.01.1944, 1985)
- Два ордена Красной Звезды (25.08.1943, 08.02.1944)
- Медаль «За боевые заслуги» (10.04.1943)
- Медаль «За оборону Москвы» (1944)
- Медаль «За победу над Германией в Великой Отечественной войне 1941—1945 гг.» (1945)
- Медаль «За трудовую доблесть» (21 сентября 1966 года) — за заслуги в подготовке специалистов, развитии отечественной архитектуры и в связи со 100-летием со дня основания Московского архитектурного института[8].
- Заслуженный архитектор РСФСР (24 декабря 1980 года) — за заслуги в области советской архитектуры[9].
- Звание Почётный работник высшего профессионального образования Российской Федерации.
- Почётный гражданин города Новосокольники (1985[10]).